# The Demics
The Demics est un groupe de punk rock canadien, originaire de London, en Ontario.

## Biographie
À l'origine formé à London, en Ontario, en 1977, le groupe comprend la chanteuse Keith Whittaker, le guitariste Rob Brent, le bassiste Iain Atkinson-Staines et le batteur J. D. Weatherstone. En 1978, le groupe se popularise sur la scène punk canadienne. Ils enregistrent leur premier EP à la fin de l'année puis se délocalisent à Toronto pour se rapprocher du centre de la scène punk. Le single New York City est publié chez Ready Records, et devient un hit sur les ondes de CFNY-FM en 1979.
Brent quitte le groupe pour former le groupe de punk et new wave Mettle comme guitariste et claviériste. Brent est remplacé par Steve Koch. Le groupe publie un album éponyme en  1980, mais se sépare à cause de tensions internes. En 1996, un nouvel album qui compile les chansons des deux groupes, intitulée New York City, est publié localement chez Huge Records. Cette même année, New York City est nommé meilleure chanson canadienne par les lecteurs du magazine Chart.
Keith Whittaker meurt d'un cancer le 16 juillet 1996. Bullseye Records du Canada publie un CD de douze chansons chantées par Keith Whittaker, Drink To Me, en août 2007. Le guitariste Rob Brent meurt de problèmes cardiaques le 5 novembre 2014 à 57 ans.

## Membres
- Keith Whittaker - chant
- Bob Brent - guitare
- Iain Atkinson - basse
- J.D. Weatherstone - batterie

## Discographie
- 1979 : Talk's Cheap
- 1980 : Demics
- 1996 : New York City
- 2007 : Drink to Me